# Deathtrack
Deathtrack est un jeu vidéo de combat motorisé sorti en 1989 sous DOS. Le jeu a été développé par Dynamix et édité par Activision. Une suite a été annoncée pour octobre 2008 portant le nom Death Track: Resurrection.